# جيم ويلسون
جيم ويلسون (بالإنجليزية: Jim Wilson)‏ (و. القرن 20  م) هو مخرج أفلام، وكاتب سيناريو، ومنتج أفلام، من الولايات المتحدة الأمريكية.

## جوائز وترشيحات
حصل على جوائز منها:
- جائزة الأوسكار لأفضل فيلم، عن عمل: الرقص مع الذئاب.

ترشح لـ:
- جائزة الأوسكار لأفضل فيلم، عن عمل: الرقص مع الذئاب.

## وصلات خارجية
- جيم ويلسون على موقع IMDb (الإنجليزية)
- جيم ويلسون على موقع ألو سيني (الفرنسية)
- جيم ويلسون على موقع ميوزك برينز (الإنجليزية)
- جيم ويلسون على موقع أول موفي (الإنجليزية)
- جيم ويلسون على موقع أول موفي (الإنجليزية)
- جيم ويلسون على موقع بوكس أوفيس موجو (الإنجليزية)
- جيم ويلسون على موقع قاعدة بيانات الأفلام السويدية (السويدية)
- جيم ويلسون على موقع قاعدة بيانات الفيلم (الإنجليزية)
- جيم ويلسون على موقع كينوبويسك (الروسية)